# 蒙塞居尔 (大西洋比利牛斯省)
蒙塞居尔（法語：Monségur，法語發音：[mɔ̃seɡyʁ]）是法国大西洋比利牛斯省的一个市镇，属于波城区。

## 地理
蒙塞居尔（43°25'53"N, 0°0'55"W）面积2.84 平方千米，位于法国新阿基坦大区大西洋比利牛斯省，该省份为法国东南部省份，涵盖了贝阿恩与北巴斯克，西临大西洋比斯開灣，北至朗德省，东北接热尔省，东临上比利牛斯省，南与西班牙接壤。
与蒙塞居尔接壤的市镇（或旧市镇、城区）包括：拉伊特图皮耶尔、拉勒勒、维杜兹、拉巴蒂菲吉耶尔。

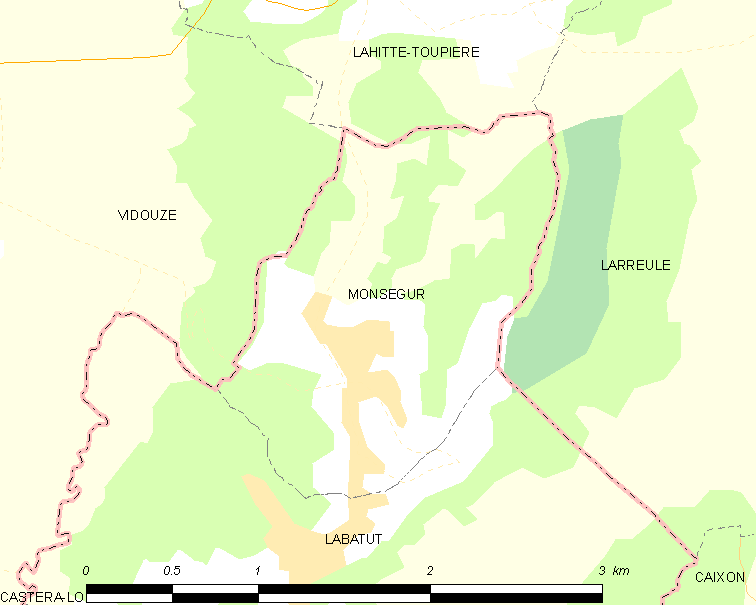
的OSM定位图

蒙塞居尔的时区为UTC+01:00、UTC+02:00（夏令时）。

## 行政
蒙塞居尔的邮政编码为64460，INSEE市镇编码为64395。

## 政治
蒙塞居尔所属的省级选区为莫尔拉斯与蒙塔内雷斯地区县。

## 人口

1962-2008年间人口变化图示

蒙塞居尔于2022年1月1日时的人口数量为134人。